# Arrondissement de Sindia
L'arrondissement de Sindia est l'un des arrondissements du Sénégal. Il est situé dans le département de M'bour et la région de Thiès.
Il compte trois communautés rurales :
- Communauté rurale de Sindia
- Communauté rurale de Malicounda
- Communauté rurale de Diass

Son chef-lieu est Sindia.